# Fabiola da Silva

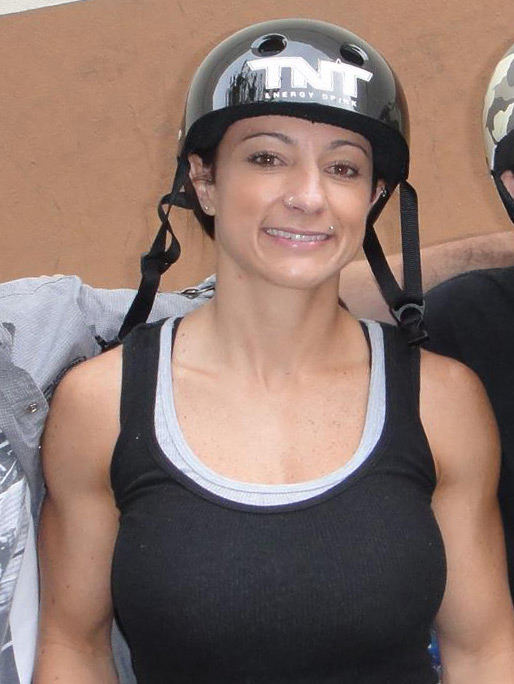
Fabiola da Silva (2012)

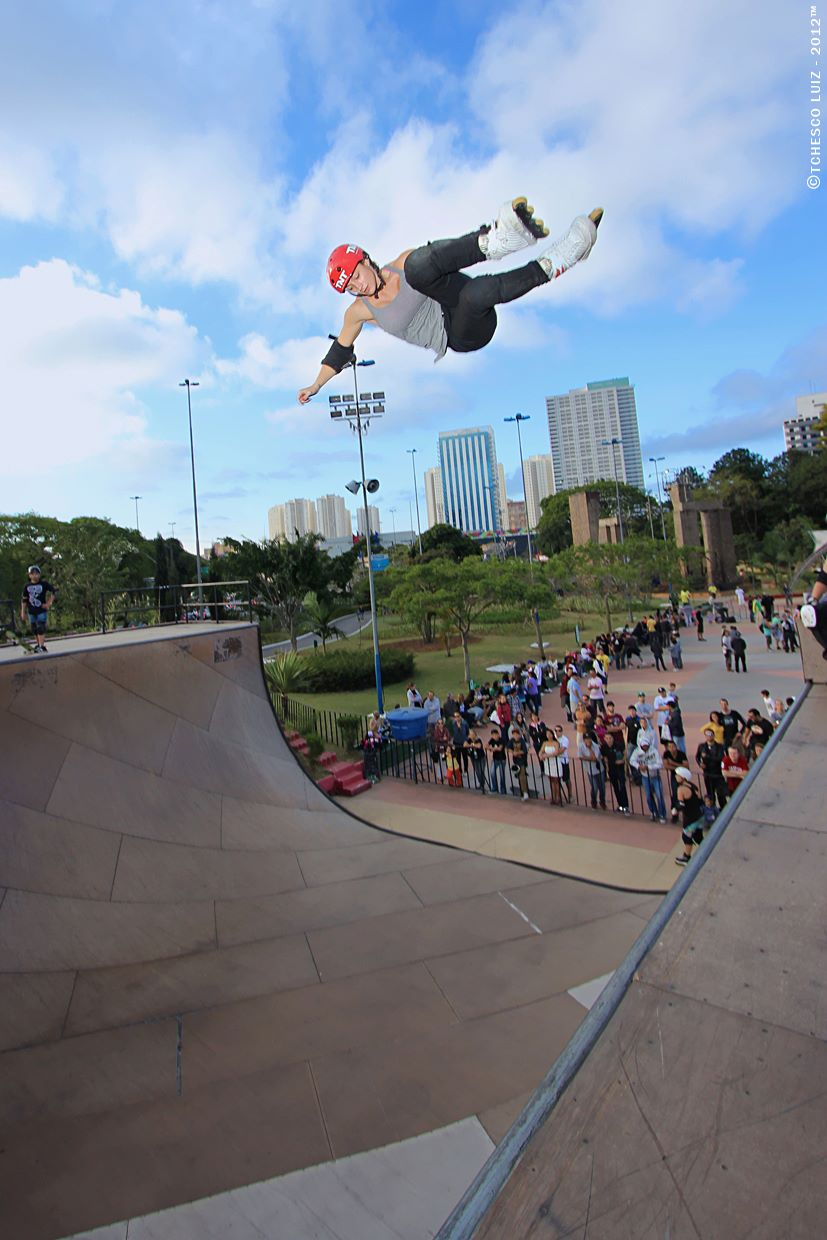
Fabiola da Silva in der Halfpipe

Fabiola da Silva (* 18. Juni 1979 in São Paulo) ist eine brasilianische Inline-Skaterin, die in der Halfpipe Weltruhm erlangte. Bei den X-Games bekam sie sieben Gold- und eine Silbermedaille, bei der LG Action Sports World Tour erreichte sie über 50 Medaillen.

## Leben
Im Jahr 2000 verabschiedete die Aggressive Skaters Association die so genannte Fabiola-Regel (Fabiola Rule), nach der seitdem auch Frauen an den zuvor nur männlichen Skatern vorbehaltenen Halfpipe-Wettbewerben teilnehmen dürfen. Auch in den gemischten Wettbewerben erreicht Fabiola da Silva regelmäßig Platzierungen unter den ersten Zehn. In Deutschland trat sie unter anderem 2005 im Münchener Olympiapark bei den LG Action Sports World Championships sowie 2008 beim Winterclash in Mühlhausen an, wo sie den zweiten Platz hinter Martina Svobodova belegte.
2005 stand sie als erste einen Double Backflip (doppelter Rückwärtssalto) in einer Halfpipe.
2006 trennte sich Fabiola da Silva von ihrem damaligen Freund, dem Skateboarder Sandro Dias.

## LG Action Sports World Championships Platzierungen
- 2007: 10. Platz Vert (Halfpipe)
- 2006: 4. Platz Vert (Halfpipe)
- 2005: 4. Platz Vert (Halfpipe)
- 2005: 4. Platz Park der Damen
- 2004: 5. Platz Vert (Halfpipe)
- 2004: 1. Platz Park der Damen

## X-Games Platzierungen
- Park-X-Games 
  - 2003: 1. Platz Park der Damen (Gold)
  - 2000: 1. Platz Park der Damen (Gold)
- Vert-X-Games (Halfpipe)
  - 2002: 1. Platz Vert (Halfpipe) der Damen (Gold)
  - 2001: 1. Platz Vert (Halfpipe) der Damen (Gold)
  - 2000: 1. Platz Vert (Halfpipe) der Damen (Gold)
  - 1999: 2. Platz Vert (Halfpipe) der Damen (Silver)
  - 1998: 1. Platz Vert (Halfpipe) der Damen (Gold)
  - 1997: 1. Platz Vert (Halfpipe) der Damen (Gold)
  - 1996: 1. Platz Vert (Halfpipe) der Damen (Gold)

## Winterclash Platzierungen
- 2008: 2. Platz bei den Damen ("Girls")

## Filme
Fabiola da Silva war Stuntfrau für Gabriella in dem Film Brink!.